# Кабанбайський сільський округ (Алакольський район)
Кабанба́йський сільський округ (каз. Қабанбай ауылдық округі, рос. Кабанбайский сельский округ) — адміністративна одиниця у складі Алакольського району Жетисуської області Казахстану. Адміністративний центр — село Кабанбай.
Населення — 6711 осіб (2021; 6182 у 2009, 8259 у 1999, 10943 у 1989).
Станом на 1989 рік існувала Андрієвська сільська рада (села Андрієвка, Джамбул) колишнього Андрієвського району.

## Склад
До складу округу входять такі населені пункти:
| Населений пункт | Населення, осіб (1989) | Населення, осіб (1999) | Населення, осіб (2009) | Населення, осіб (2021) |
| --------------- | ---------------------- | ---------------------- | ---------------------- | ---------------------- |
| Жамбил, село    | 334                    | 190                    | 133                    | 106                    |
| Кабанбай, село  | 10609                  | 8069                   | 6049                   | 6605                   |